# 街美女アルバム
『街美女アルバム』（まちびじょアルバム）は、テレビ埼玉（テレ玉）で放送されているミニ番組である。

## 概要
- 2011年4月9日土曜深夜放送開始。
- 埼玉県内在住の素人女性が出演し、自分自身のプロフィールなどを約2分間語る。
- 収録は県内各地の公園などのほか、出演女性の在籍学校など縁の場所で行われる。
- season3(第3期)からのテーマ曲には花澤香菜の『恋愛サーキュレーション』が使われている。
- GYAO!の「バラエティ」-「その地域でしか見られないご当地番組」で、動画配信サービスが行われており、テレ玉の視聴エリア外でも視ることができる。
- 2022年までにseason11(第11期)まで制作されている。しかし続編が制作される事は現在未定。

## 放送時間
最新の放送時間については、番組ホームページを参照。
- 放送開始から2012年3月までの第1期・第2期は、土曜深夜が本放送で月曜以降の深夜などに再放送していた。
- 2012年4月からは第3期として、日曜深夜（AM0:00）が本放送で月曜以降の毎晩に再放送している。
- 2012年7月9日から月曜夜7時55分に放送時間が変更された。

## 主な出演者

### 五十音順
- 茜さや（グラビアアイドル）[1]

- 入江麻衣子（声優、ピアニスト、女優）[2]

- 三好心（女優、タレント）[3]

- 櫻井はな（女優、モデル）[4]

## スタッフ
- EED･MA：STUDIO NAO（10th Seasonまで）、オムニバスジャパン（7th Seasonの初期のみ）、メディアリース（11th Season）
- CAM：門田博喜
- メイク：荒谷峰代（Make a wish!）
- セールス：諸星和義
- AD：影山宏美　他
- ディレクター：石黒裕也
- プロデューサー：根來将男
- 企画・プロデューサー：越智俊貴
- 制作協力：ジェイキャスト
- 製作著作：テレ玉

## 改編期等の特別番組
街美女アルバム　大感謝祭　～30分拡大スペシャル～
- 2011年10月1日20:30 - 21:00放送。第1期に出演の数名が出演した。